# Tixkuncheil
Tixkuncheil es una pequeña localidad del estado de Yucatán, México, perteneciente al municipio de Baca ubicada al sur de Baca, la cabecera municipal.

## Toponimia y Etimología
(Tixkuncheil) idioma maya. proviene de la raíz k'umché;bonete(pileus mexicanus): fruta mexicana carnosa de forma ovalada también conocido como cuaguayote, orejona o jacaratia mexicana, así mismo del prefijo nominativo Ti'ix o Tix;Tierra o lugar

## Galería

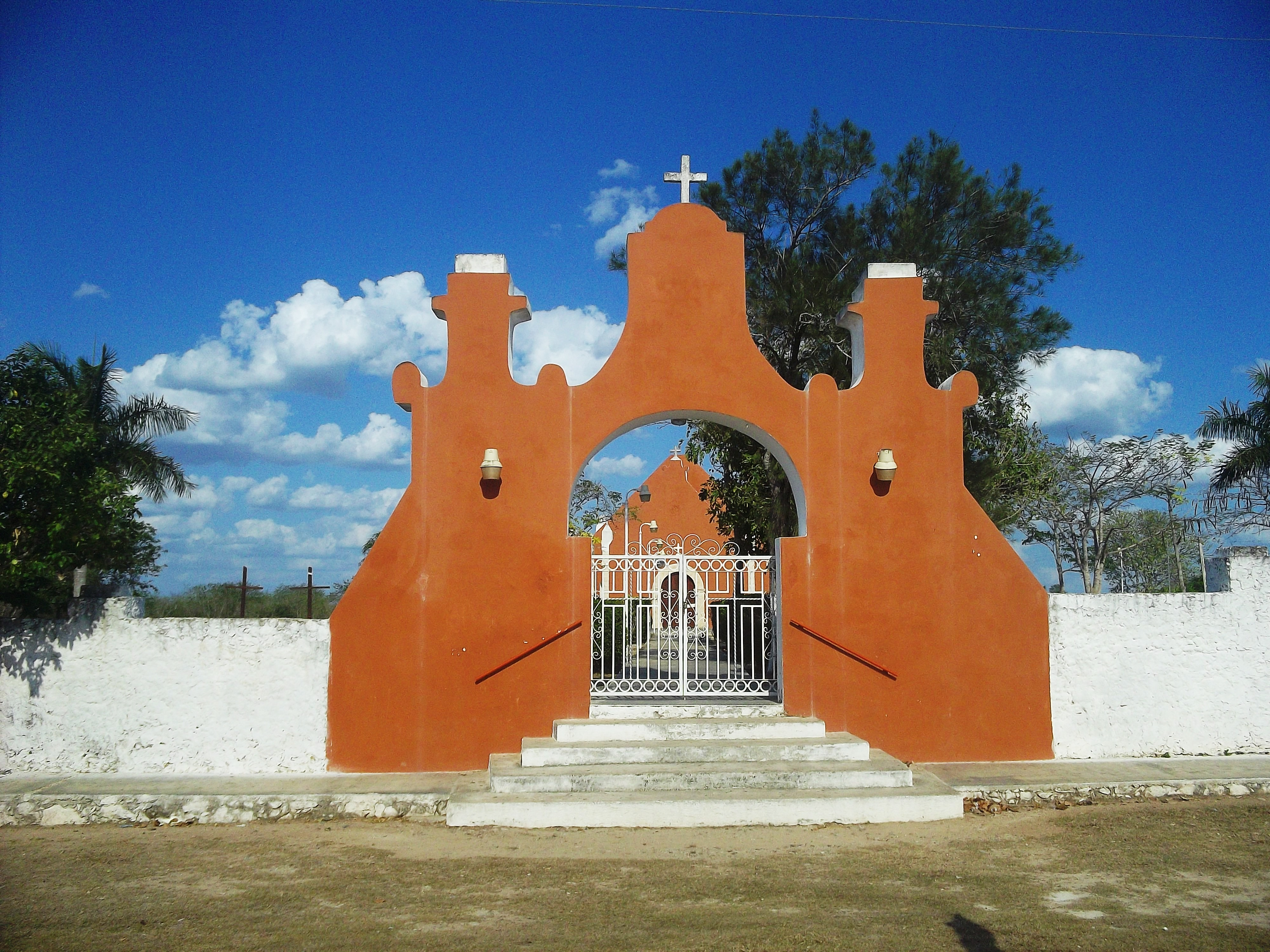
Entrada de la iglesia principal de Tixkuncheil.
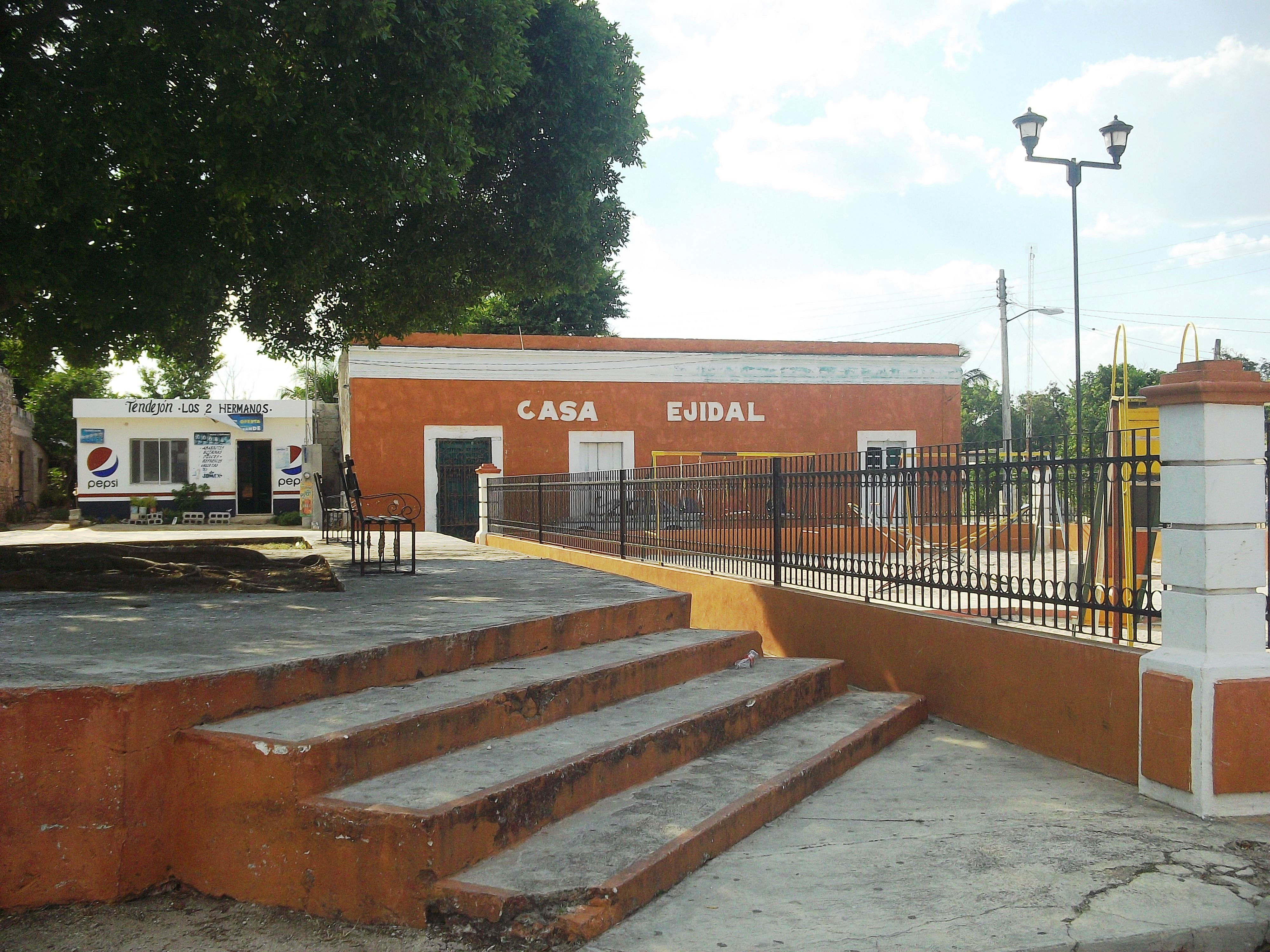
Casa ejidal y parque principal de Tixkuncheil.
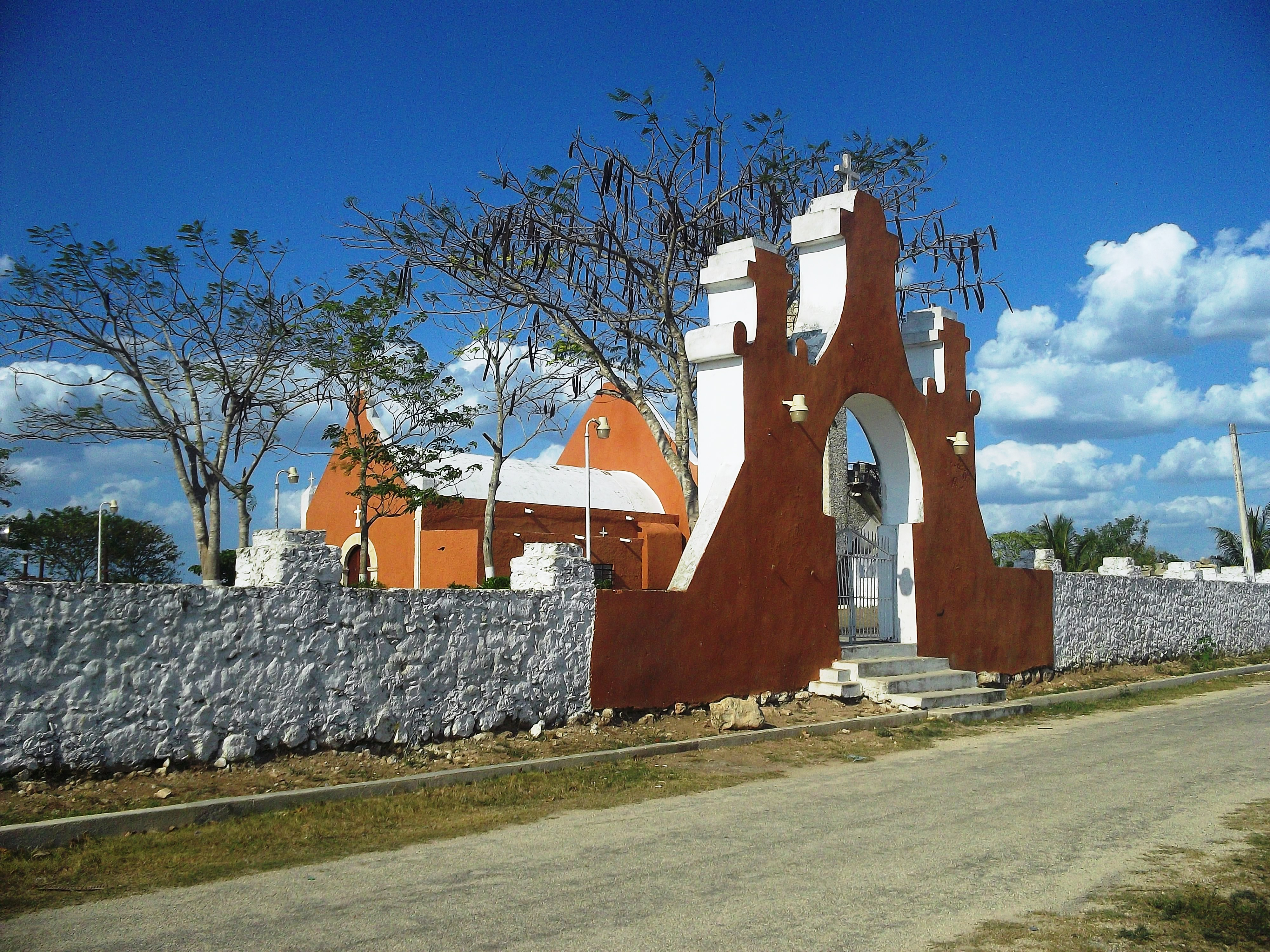
Entrada de la iglesia principal de Tixkuncheil.
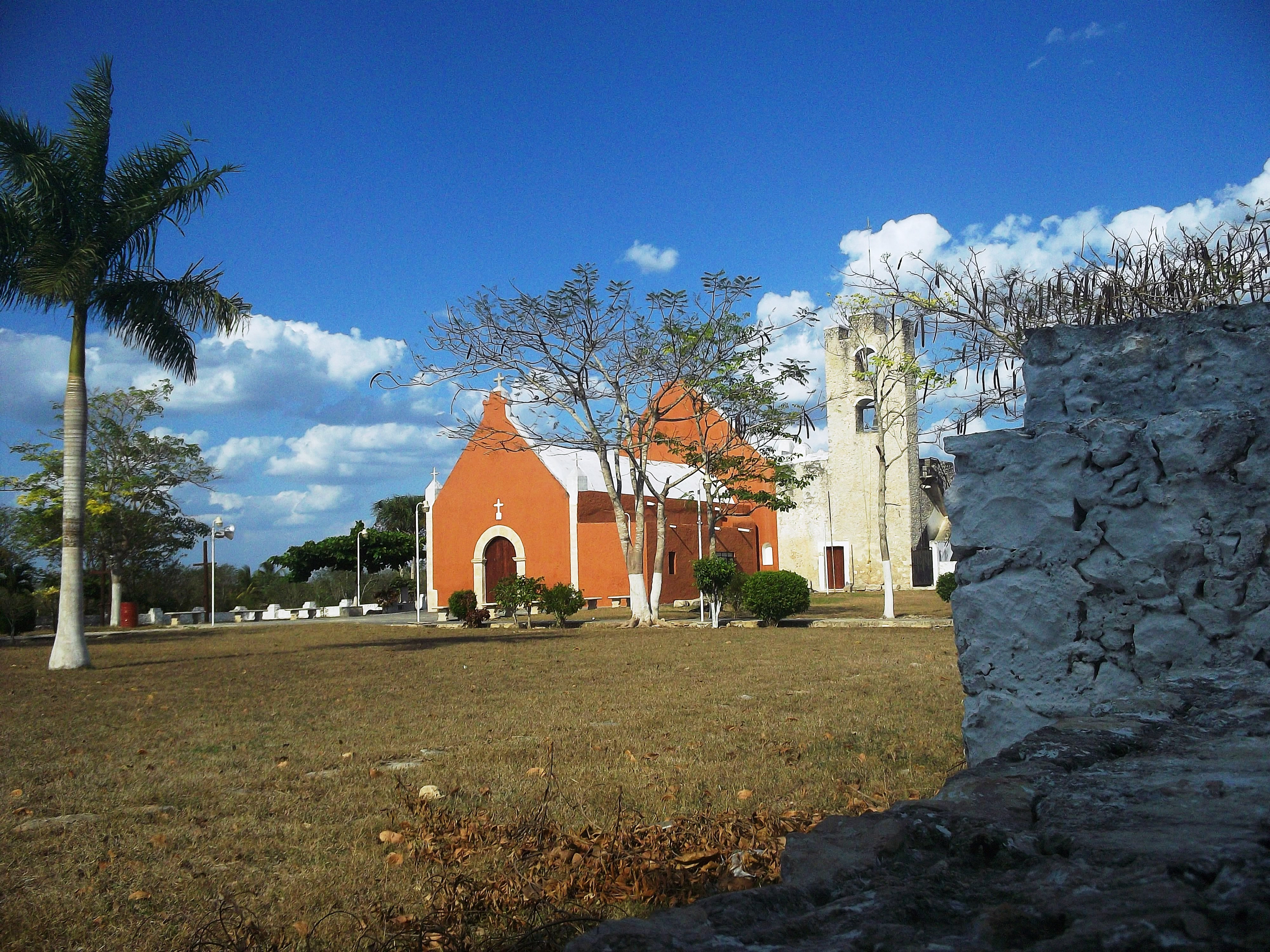
Iglesia principal de Tixkuncheil.
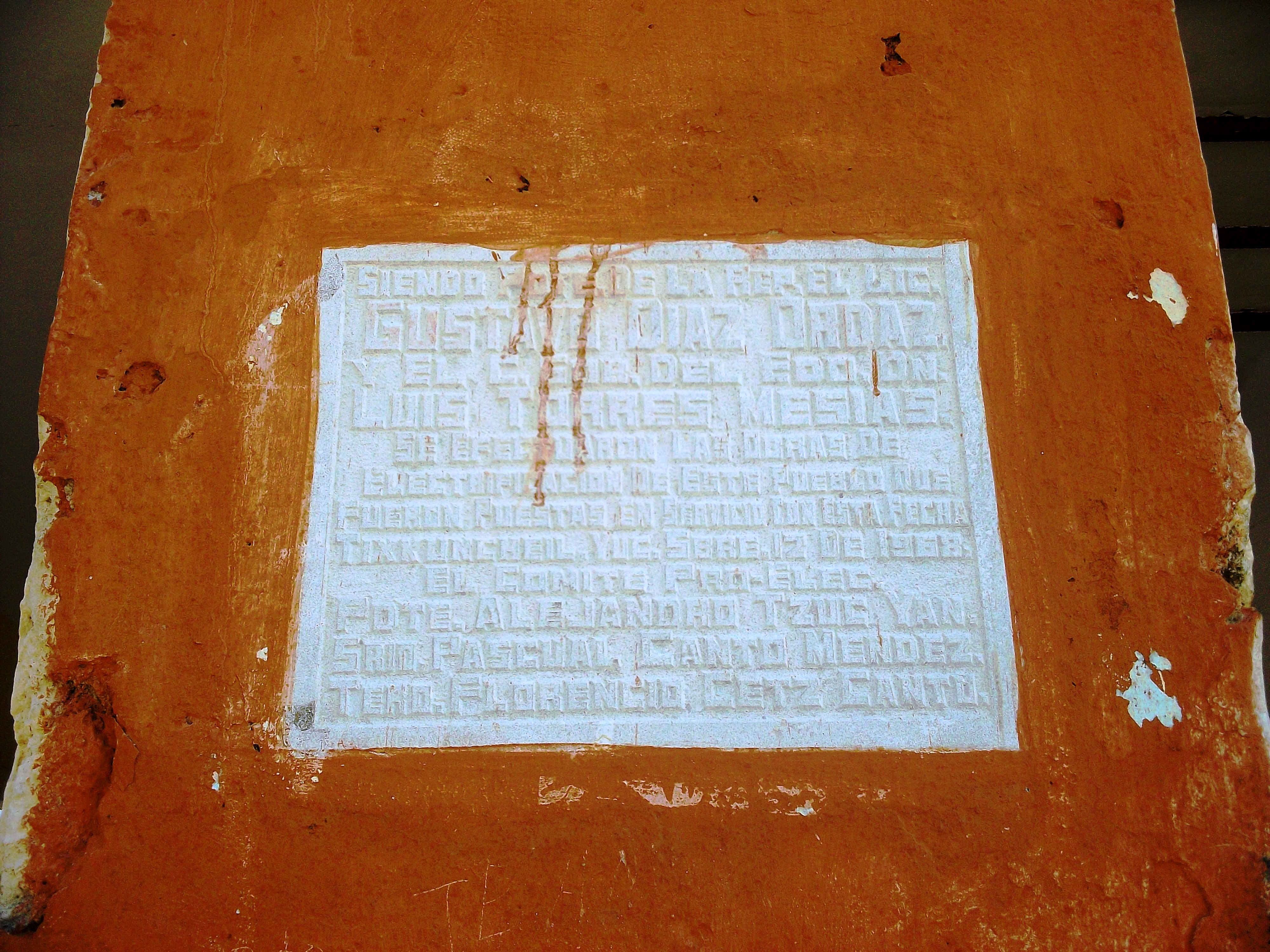
Casa comisarial de Tixkuncheil.
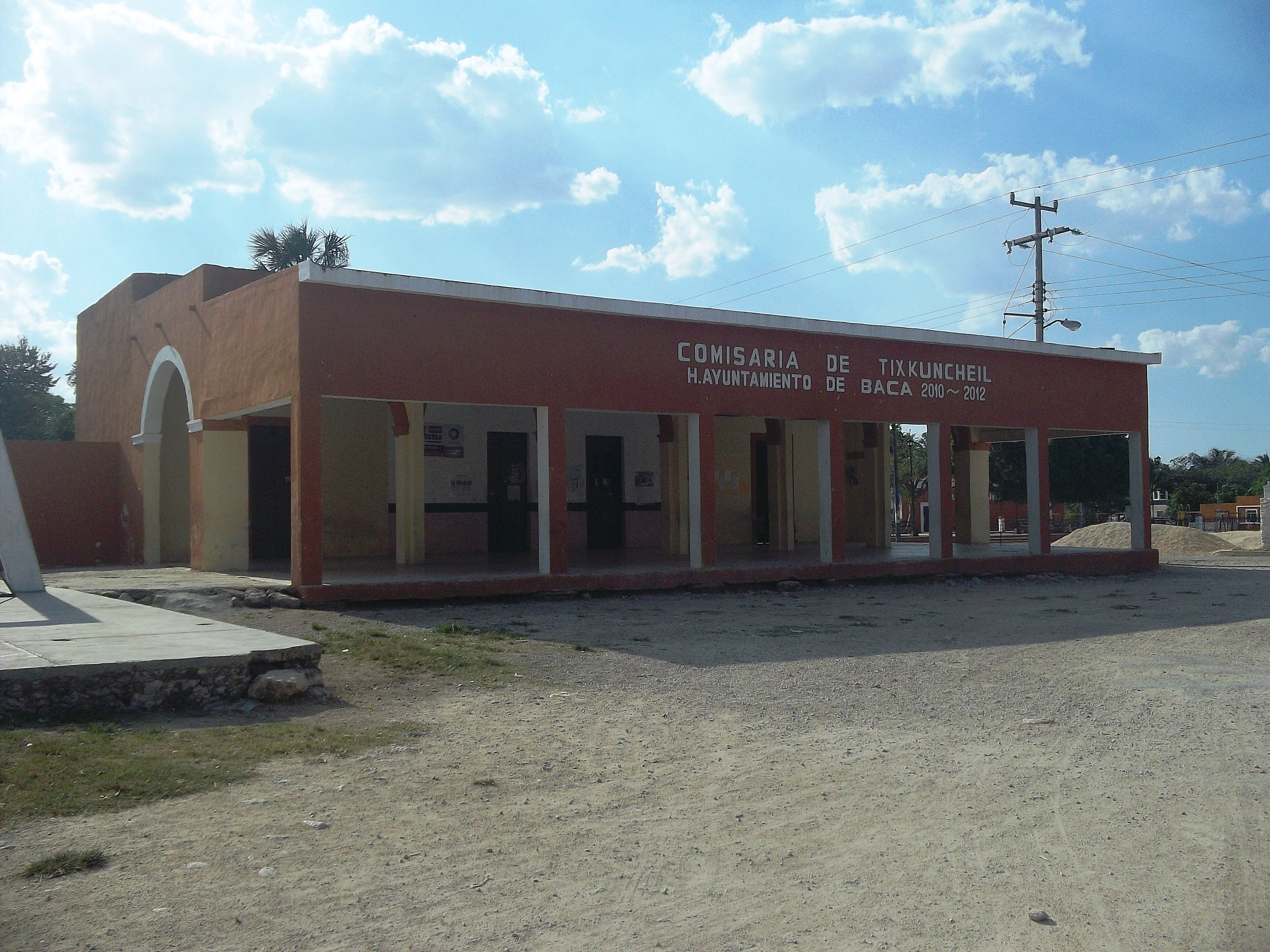
Casa comisarial de Tixkuncheil.